# Cc (UNIX)
Unixコマンドのccは、C Compilerの略で、当該処理系におけるC言語の標準コンパイラを起動するためのコマンド。
Linuxでは通常GCCが呼び出されるほか、FreeBSDではClangが標準となっている。ただ、必要がある場合には /etc/make.conf などで呼び出し先を変更することができるのが一般的である。
ごく一部の基本的なオプションはGCCと共通だが、一般的に互換性はない。